# Asarum delavayi
Asarum delavayi là một loài thực vật có hoa trong họ Aristolochiaceae. Loài này được Franch. mô tả khoa học đầu tiên năm 1895.